# Wiktoryn (Kostienkow)
Wiktoryn, imię świeckie Wiktor Grigorjewicz Kostienkow (ur. 10 maja 1953 w Sarapule) – rosyjski biskup prawosławny.

## Życiorys
Pochodzi z religijnej rodziny prawosławnej i od najmłodszych lat służył jako ministrant i chórzysta w cerkwi Zmartwychwstania Pańskiego w Sarapule. Studiował w Udmurckim Państwowym Instytucie Pedagogicznym w Iżewsku. W 1976 przeprowadził się do Kazania i wykonywał różne prace w miejscowym katedralnym soborze św. Mikołaja. 7 stycznia 1979 przyjął święcenia diakońskie i został skierowany do służby w cerkwi Kazańskiej Ikony Matki Bożej w Czystopolu, a od 1980 w cerkwi Narodzenia Matki Bożej w Joszkar-Ole. W 1983 został wyświęcony na kapłana i podjął służbę duszpasterską w cerkwi Trójcy Świętej w Iżewsku. W tym samym roku w trybie zaocznym ukończył seminarium duchowne w Moskwie.
W latach 1985–1988 był proboszczem parafii św. Tryfona Wiackiego w Kamiennym Zadielju w Udmurcji. Według jego projektu rozpoczęto w tym samym okresie budowę jedynej wzniesionej od podstaw w okresie radzieckim cerkwi w Udmurcji – cerkwi św. Jerzego w Głazowie. W 1988 został proboszczem cerkwi Zaśnięcia Matki Bożej w Iżewsku. W kolejnych latach kierował budową lub odbudową świątyni prawosławnych w Wołżsku, Buińsku, Wasiljewie, Uwie, Nyłdze, Kijasowie, Norji, Babinie, Juśkach i Buranowie. Od 1993 kierował odbudową katedralnego soboru św. Aleksandra Newskiego w Iżewsku. Był jednym z pierwszych kapelanów towarzyszących rosyjskim wojskom w Czeczenii. Nagradzany mitrą i prawem odprawiania Świętej Liturgii przy otwartych carskich wrotach do „Ojcze Nasz”. Począwszy od 1995 organizował w Udmurcji ugrupowania kozackie.
Angażował się w budowanie kolejnych cerkwi w Iżewsku: Kazańskiej Ikony Matki Bożej, św. metropolity Aleksego, Zmartwychwstania Pańskiego, świętych Cierpiętników Carskich, kaplicy Podwyższenia Krzyża Pańskiego. W latach 2004–2007 pod jego kierunkiem został odbudowany sobór św. Michała Archanioła w Iżewsku, w którym następnie służył, równocześnie kierując oddziałem służby społecznej i dobroczynności cerkiewnej eparchii iżewskiej oraz I dekanatem iżewskim. W 2005 w trybie zaocznym uzyskał dyplom Kijowskiej Akademii Duchownej.
Od 2012 zasiadał w Izbie Społecznej Republiki Udmurcji.
15 września 2013 złożył wieczyste śluby mnisze w monasterze Mało-Diwiejewskim w Norji, przyjmując imię zakonne Wiktoryn. Na posiedzeniu Świętego Synodu Rosyjskiego Kościoła Prawosławnego w dniach 25–26 grudnia 2013 otrzymał nominację na biskupa sarapulskiego i możgińskiego. 29 grudnia tego samego roku otrzymał godność archimandryty. Jego chirotonia biskupia odbyła się 23 lutego 2014 pod przewodnictwem patriarchy moskiewskiego i całej Rusi Cyryla w cerkwi św. Michała Archanioła w Moskwie.
W 2015 został przeniesiony na katedrę iżewską i udmurcką, a następnie otrzymał godność metropolity.